# Alver
De alver (Alburnus alburnus) is een zoetwatervis die behoort tot de eigenlijke karpers. Hij is ook bekend onder de namen "moertje, "alvenaar", "alfje", "alft", "nesteling" en "panharing" en in Vlaanderen als "schieter", "spekje" of "ablette".

## Kenmerken
De alver is een zijdelings afgeplat, zilverachtige vis die wat stijf aandoet. Hij kan maximaal 25 cm groot worden, maar is over het algemeen kleiner dan 15 cm. Bij direct zonlicht vallen ook parelmoerachtige kleuren op die worden veroorzaakt door de grote hoeveelheid guaninekristallen in de schubben.
Jonge alvers kunnen gemakkelijk met vetjes verward worden. De zijlijn bij de alver is volledig, de aarsvin is wat langer, het lichaam is sterk zijdelings afgeplat en de kop is puntig.

## Verspreiding
Alvers komen voor van West-Europa tot aan de Wolga. Ze zijn inheems in Ierland, Schotland en Scandinavië. Ze komen ook voor in het brakke water van de Oostzee.

## Ecologie
De alver is een vis die in scholen aan het oppervlak van het water leeft. Hij is vaak te vinden in grote scholen voor de uitgang van gemalen, maar komt ook wel voor in stilstaand water. Een alver voedt zich vooral met plankton en met insecten, maar ook met larven en wormen, en soms plantenafval.
Vroeger kwam de alver zeer algemeen voor, tegenwoordig steeds minder door de vervuiling van zijn milieu. De opkomst van de roofblei kan ook ongunstig uitpakken voor de stand van de alver, vanwege voedselcompetitie met juveniele roofblei en door predatie van volwassen roofblei. De alver is een scholenvis die bejaagd wordt door de snoek, de roofblei, de snoekbaars en de baars.

### Voortplanting
In het voorjaar komen de alvers naar de oppervlakte om te paaien in ondiep water, vaak met een harde ondergrond. Ze worden ongeveer 5 à 6 jaar oud en ze zijn op hun derde jaar geslachtsrijp. De kleverige kuit wordt in onderwaterplanten gelegd.

## Visserij
Er was een commerciële visserij op de alver voor de winning van guaninekristallen, die voor de productie van kunstparels gebruikt kunnen worden.
De sportvisserij op alver is belangrijk bij sommige wedstrijden waar op aantal wordt gevist. Geoefende vissers kunnen dan honderden exemplaren vangen. Alvers worden ook als aasvis gebruikt.

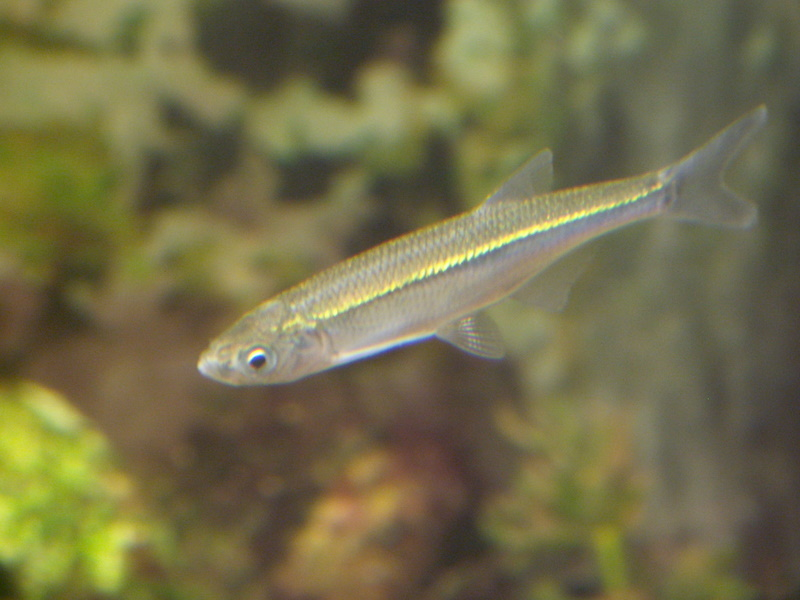
Jonge alver
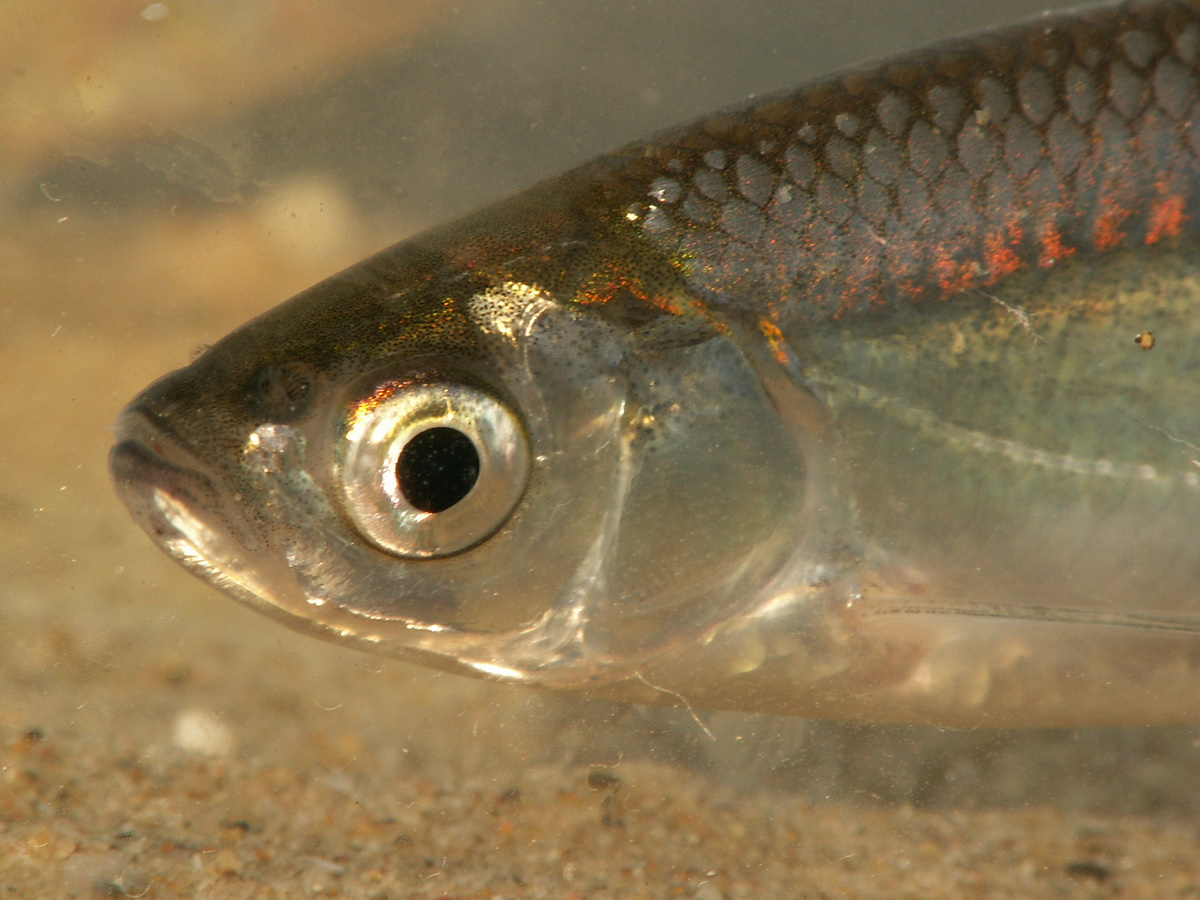
Kop van een alver met parelmoerkleuren